# Maximilian von Seinsheim-Grünbach

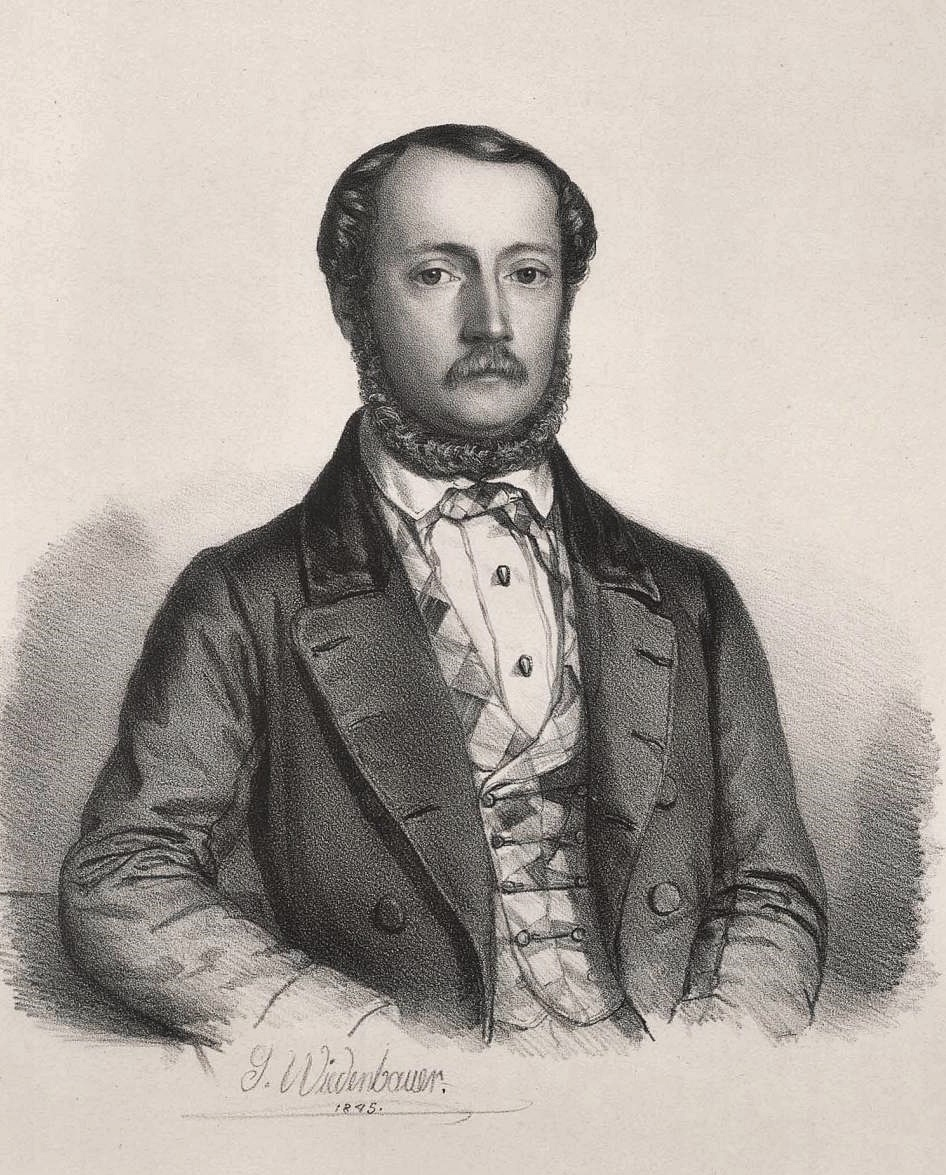
Maximilian von Seinsheim-Grünbach (1845)

Maximilian Graf von Seinsheim-Grünbach (* 6. April 1811 in Salzburg; † 30. Mai 1885 in Sünching) war ein deutscher Gutsbesitzer und Parlamentarier im Königreich Bayern. Nach der Deutschen Reichsgründung war er Mitglied des Reichstages. Seit 1875 saß er im Reichsrat (Bayern).

## Leben
Seinsheim studierte nach dem Gymnasialabschluss 1828 am (heutigen) Wilhelmsgymnasium München an der von Landshut nach München verlegten Ludwig-Maximilians-Universität und wurde 1828 im Corps Isaria aktiv. Von 1869 bis 1874 vertrat er die Wahlbezirke München II und Wasserburg am Inn in der Kammer der Abgeordneten (Bayern). Von 1870 bis 1872 war er ihr zweiter Präsident. Von 1868 bis 1870 saß er im Zollparlament. 1875 wurde er in den Reichsrat (Bayern) berufen.
Von 1871 bis 1874 war er Mitglied des Deutschen Reichstags, in den er für den Reichstagswahlkreis Oberbayern 8 (Traunstein) gewählt wurde. Er gehörte zur Fraktion der Deutschen Zentrumspartei.